# 随体染色体
在细胞分裂中期，除了着丝粒，一些染色体中还可以观察到一或多个次缢痕。次缢痕总是保持位置不变，因此可以用来识别特定染色体的标志物。一个随体染色体或卫星染色体通过次缢痕具备了跟染色体主体分离的一个染色体节。该术语是谢尔盖纳瓦申在1912年提出的。
在细胞分裂中期随体出现，并通过一个染色质丝附着在染色体其余部分上。

每个二倍体细胞核都至少有2个随体染色体，而缢痕对应于一个核仁组织区 (NOR)。 
NOR处出现次缢痕被认为是由于rRNA 转录或核仁结构特征阻碍了染色体凝缩造成的。
在人类中，随体染色体的例子有染色体13、14、15、21和22。